# سنجاب پرنده جاوه‌ای
سنجاب پرنده جاوه‌ای (نام علمی: Iomys horsfieldii) نام یک گونه از سرده سنجاب‌های پرنده اندونزی است.